# Kolbing (Gemeinde Baumgartenberg)
Kolbing ist eine Ortschaft mit 110 Einwohnern (Stand Volkszählung 2001) in der Katastralgemeinde Puchberg im Machlande II in der Marktgemeinde Baumgartenberg im Unteren Mühlviertel im  Bezirk Perg in Oberösterreich.

## Geographie
Die Ortschaft liegt nördlich der Donau Straße am nördlichen Rand des Machlands auf einer Höhe von rund 250 m ü. A. bis 300 m ü. A. und grenzt im Norden an die Ortschaft Hehenberg, im Osten an Amesbach und im Süden an Deiming (alle Gemeinde Baumgartenberg) sowie im Westen, getrennt durch den Deimingerbach, an die Ortschaft Puchberg in der Gemeinde Arbing.
Aus geologischer und geomorphologischer Sicht sowie unter Aspekten der Raumnutzung gehört der Ort zu den oberösterreichischen Raumeinheiten Südliche Mühlviertler Randlagen und Machland.

## Geschichte
| Jahr | Häuser | Einwohner |
| ---- | ------ | --------- |
| 1788 | 13     |           |
| 1869 | 14     | 80        |
| 1951 | 14     | 79        |
| 1961 | 16     | 72        |
| 1971 | 19     | 96        |
| 1981 | 22     | 96        |
| 1991 | 25     | 107       |
| 2001 | 29     | 110       |

Die frühesten Schriftzeugnisse sind 1209 „Kolbingen“ und 1307 „Cholbing“. Es liegt der alte Männername Cholbo zugrunde.
Die Ortschaft gehörte ursprünglich zur Katastral- und Ortsgemeinde Puchberg im Machland und kam Ende 1954 als Teil der Katastralgemeinde Puchberg im Machlande II zur Gemeinde Baumgartenberg.
Unweit der Ortschaft befindet sich der Standort der Schloss Außenstein.